# Microtus majori
Microtus majori är en däggdjursart som beskrevs av Thomas 1906. Microtus majori ingår i släktet åkersorkar och familjen hamsterartade gnagare. IUCN kategoriserar arten globalt som livskraftig. Inga underarter finns listade i Catalogue of Life.

## Utseende
Arten blir 90 till 112 mm lång (huvud och bål), har en 32 till 49 mm lång svans och väger 20 till 29 g. Den har 15,5 till 17,6 mm långa bakfötter och 9 till 12 mm långa öron. Svansen är i jämförelse till längden av huvud och bål tillsammans längre än hos kortörad gransork. På ovansidan förekommer brun päls och undersidan är täckt gråaktig (liksom lera) päls. Microtus majori har vitaktiga hår på händernas och fötternas ovansida samt på svansens undersida (främst nära bålen). Svansens topp är svartbrun. Gnagaren har gula eller orange färgade övre framtänder och gula nedre framtänder. Dessutom finns 3 molarer i varje käkhalva men ingen hörntand och ingen premolar.

## Utbredning
Denna sork förekommer i Kaukasus och i angränsande områden av Ryssland, Georgien, Azerbajdzjan, Armenien, Iran och Turkiet. Utbredningsområdet ligger 500 till 2100 meter över havet. Arten lever i skogar, i buskskogar och på alpin ödemark. Den kan anpassa sig till människans landskapsförändringar.

## Ekologi
Honor kan para sig efter första vintern. Varje år föds två kullar med 2 till 4 ungar per kull.
Arten äter under den varma årstiden gröna växtdelar och den samlar frön för vintern. I områden med nyplanterade ekar äter den ofta trädens rötter. I samma territorium förekommer andra gnagare som skogsmöss och Chionomys roberti samt näbbmöss av släktet Sorex.